# Xian de Yongxiu
Le xian de Yongxiu (chinois : 永修县 ; pinyin : yǒngxiū xiàn) est un district administratif de la province du Jiangxi en Chine. Il est placé sous la juridiction de la ville-préfecture de Jiujiang.

## Démographie
La population du district était de 351 763 habitants en 1999.